# 보고싶다 (드라마)
《보고싶다》는 2012년 11월 7일부터 2013년 1월 17일까지 MBC에서 방송된 21부작 수목 미니시리즈이다. 어린 시절 풋풋한 사랑을 했던 두 남녀가 불의의 사고로 헤어진 후 운명적으로 만나 숨바꼭질 같은 사랑을 하는 이야기를 담은 드라마이다.
박유천과 함께 출연이 결정된 '장미인애'의 하차논란을 불러일으켰다. 박유천의 팬들은 '보고싶다' 김은주 역에 장미인애가 최선인가라며 장미인애의 출연에 대해 비난하기 시작했다. 장미인애와 박유천이 같은 소속사인 점을 알고 '끼워 팔기'가 아니냐며 장미인애의 캐스팅을 문제 삼았고, 연기력까지 지적하며 장미인애에 대한 비난을 서슴지 않았다.

## 등장 인물

### 주요 인물
- 박유천 : 한정우(29세) 역 (아역 여진구) - 강력반 형사, 별명 미친토끼
- 윤은혜 : 이수연(29세) 역 (아역 김소현) - 패션디자이너, 조이
- 유승호 : 강형준(26세) 역 (아역 안도규) - 금융부띠끄(개인 자산 운용가), 해리 보리슨
- 장미인애 : 김은주(29세) 역 (아역 유연미) - 웹툰 작가

### 한정우의 주변 인물
- 한진희 : 한태준 역 - 정우의 아버지, 제2금융 대표
- 도지원 : 황미란 역 - 정우의 새어머니, 패션사업
- 오정세 : 주정명 역 - 정우의 파트너, 강력계 형사
- 송재호 : 최창식 역 - 프로파일러
- 이세영 : 한아름 역 (아역 전민서) - 정우의 이복동생, 대학생

### 이수연의 주변 인물
- 송옥숙 : 김명희 역 - 수연의 어머니, 식당 주방일, 가사도우미

### 강형준의 주변 인물
- 차화연 : 강현주 역 - 형준의 어머니 (특별출연)
- 김선경 : 정혜미 역 - 형준의 이모, 간호조무사, 미쉘 킴 (특별출연)

### 김은주의 주변 인물
- 전광렬 : 김상호 역 - 은주의 아버지, 강력계 형사 (특별출연)

### 그 외 인물
- 조덕현 : 남의중 이사 역 - 前 한태준의 비서
- 양영조 : 이태수 역 - 수연의 아버지
- 박선우 : 강상득 역 - 납치범
- 엄춘배 : 강상철 역 - 납치범
- 김하균 : 양승표 역 - 前 형사계장, 現 경찰서장
- 정석용 : 형사 팀장 역
- 천재호 : 윤 실장 역 - 現 한태준의 비서
- 임영식 : 형사 역 - 정우의 동료형사
- 진혁 : 안 형사 역 - 정우의 동료형사
- 박상용
- 홍재성
- 강찬양
- 김준우
- 이종성
- 한건태
- 김대식
- 임지영
- 이예린
- 반혜라 : 남편을 잃은 여자 역
- 남현
- 유옥주
- 성인자 : 식당 주인 역
- 정계영
- 김추월 : 어린시절 수연이네 집주인 역
- 련숙희
- 서윤석
- 김현정
- 차상미 : 슈퍼 주인 역
- 백제민
- 김선녀 : 정우네집 가사도우미 역
- 민준현 : 형사 역
- 정현석 : 형사 역
- 민성욱 : 김상호의 동료형사 역
- 박팔영 : 김 박사 역
- 문경민 : 목격자 역
- 이승연
- 진용욱
- 김기성
- 이창 : 기자 역
- 조선옥 : 디자이너 역
- 김광인 : 국과수 경찰 역
- 강민정 : 옷가게 사장 역
- 남현주 : 강형준네 집 가사도우미 역
- 한나
- 박진성
- 허윤선
- 김희라 : 김명희의 직장동료 역
- 김민채 : 중국집 사장 역
- 서보익 : 고속도로 CCTV 담당 직원 역
- 이현
- 이정성 : 최 박사 역
- 파비앙 코르비노 : 이수연 측 변호사 역
- 박성균 : 경찰서 CCTV 담당 경찰 역
- 이현직 : 형사 역
- 김유안
- 조성희
- 곽현
- 윤영목 : 형사 역
- 최효현
- 정승교 : 최보라를 성폭행 한 남자 역
- 김새론 : 최보라 역 - 송미정의 딸, 성폭행 당한 피해자 (목소리 출연)
- 최인숙 : 상일저축은행에서 항의하는 고객 역
- 지성원 : 황미란의 의류매장 직원 역
- 최효상 : 재경요양원 원장 역
- 김정은 : 재경요양원 간호사 역
- 강철성 : 형사 역
- 주동희 : 한태준 집 앞 가드 역
- 공재원 : 국과수 경찰 역
- 서진욱 : 의사 역
- 정한헌 : 주정명의 아버지 역
- 김신우
- 이윤상 : 변호사 역
- 서광재 : 의사 역
- 이설구 : 강도사건 용의자 역

### 아역
- 이석민 : 정우를 괴롭히는 남학생 역
- 김남현 : 정우를 괴롭히는 남학생 역
- 송다원
- 이승현
- 이상 : 여학생 1 역
- 정우정 : 여학생 2 역
- 이민수 : 정우의 짝궁 역
- 김혜윤 : 한정우와 이수연이 다니는 중학교의 학생 역

### 특별출연
- 김미경 : 송미정 역 - 청소부, 최보라의 엄마

## 시청률
최저 시청률과 최고 시청률은 시청률 조사회사와 지역별로 시청률에 차이가 있을 수 있습니다.
| 2012년 | 2012년    | 2012년         | 2012년       | 2012년         | 2012년       |
| 회차   | 방송일    | TNMS 시청률    | TNMS 시청률  | AGB 시청률     | AGB 시청률   |
| 회차   | 방송일    | 대한민국(전국) | 서울(수도권) | 대한민국(전국) | 서울(수도권) |
| ------ | --------- | -------------- | ------------ | -------------- | ------------ |
| 제1회  | 11월 7일  | 7.7%           | 8.4%         | 7.7%           | 9.0%         |
| 제2회  | 11월 8일  | 6.9%           | 7.9%         | 6.2%           | 7.2%         |
| 제3회  | 11월 14일 | 8.0%           | 10.0%        | 6.6%           | 7.6%         |
| 제4회  | 11월 15일 | 8.4%           | 9.9%         | 7.0%           | 7.5%         |
| 제5회  | 11월 21일 | 10.3%          | 12.1%        | 10.2%          | 11.2%        |
| 제6회  | 11월 22일 | 11.9%          | 14.0%        | 11.0%          | 12.7%        |
| 제7회  | 11월 28일 | 12.5%          | 15.0%        | 10.6%          | 11.9%        |
| 제8회  | 11월 29일 | 12.1%          | 14.2%        | 10.1%          | 11.8%        |
| 제9회  | 12월 5일  | 10.7%          | 12.5%        | 11.0%          | 12.5%        |
| 제10회 | 12월 6일  | 12.9%          | 15.3%        | 11.5%          | 12.7%        |
| 제11회 | 12월 12일 | 14.2%          | 17.4%        | 11.7%          | 13.3%        |
| 제12회 | 12월 13일 | 13.9%          | 17.9%        | 11.6%          | 13.8%        |
| 제13회 | 12월 20일 | 11.9%          | 15.1%        | 9.7%           | 10.8%        |
| 제14회 | 12월 26일 | 12.2%          | 15.2%        | 10.5%          | 11.8%        |
| 제15회 | 12월 27일 | 10.9%          | 13.8%        | 11.2%          | 12.8%        |
| 2013년 |           |                |              |                |              |
| 제16회 | 1월 2일   | 11.1%          | 12.9%        | 10.9%          | 12.4%        |
| 제17회 | 1월 3일   | 12.2%          | 15.0%        | 10.4%          | 12.2%        |
| 제18회 | 1월 9일   | 11.8%          | 14.0%        | 10.2%          | 11.8%        |
| 제19회 | 1월 10일  | 12.9%          | 15.4%        | 10.9%          | 12.8%        |
| 제20회 | 1월 16일  | 12.3%          | 15.4%        | 10.6%          | 11.7%        |
| 제21회 | 1월 17일  | 11.8%          | 14.4%        | 11.6%          | 13.2%        |

## 사운드 트랙

### Part.1
| #  | 제목                               | 작사   | 작곡       | 재생 시간 |
| -- | ---------------------------------- | ------ | ---------- | --------- |
| 1. | 〈떨어진다 눈물이〉 (왁스)         | 최갑원 | PJ, 김진훈 | 4:40      |
| 2. | 〈떨어진다 눈물이 (Inst.)〉 (왁스) |        | PJ, 김진훈 | 4:40      |

### Part.2
| #  | 제목                            | 작사   | 작곡   | 재생 시간 |
| -- | ------------------------------- | ------ | ------ | --------- |
| 1. | 〈바라보나봐〉 (정동하)         | 조은희 | 신인수 | 4:34      |
| 2. | 〈바라보나봐 (Inst.)〉 (정동하) |        | 신인수 | 4:34      |

### Part.3
| #  | 제목                                   | 작사   | 작곡       | 재생 시간 |
| -- | -------------------------------------- | ------ | ---------- | --------- |
| 1. | 〈니 얼굴 떠올라 (Feat. 스윙스)〉 (별) | 최갑원 | PJ, 김진훈 | 3:33      |
| 2. | 〈니 얼굴 떠올라 (Inst.)〉 (별)        |        | PJ, 김진훈 | 3:33      |

### Part.4
| #  | 제목                                 | 작사   | 작곡   | 재생 시간 |
| -- | ------------------------------------ | ------ | ------ | --------- |
| 1. | 〈사랑하면 안돼요〉 (이석훈)         | 김지향 | 황세준 | 4:09      |
| 2. | 〈사랑하면 안돼요 (Inst.)〉 (이석훈) |        | 황세준 | 4:09      |

### 보고싶다 OST
| #   | 제목                                          | 작사   | 작곡       | 재생 시간 |
| --- | --------------------------------------------- | ------ | ---------- | --------- |
| 1.  | 〈떨어진다 눈물이〉 (왁스)                    | 최갑원 | PJ, 김진훈 | 4:40      |
| 2.  | 〈바라보나봐〉 (정동하)                       | 조은희 | 신인수     | 4:34      |
| 3.  | 〈니 얼굴 떠올라 (Feat. 스윙스)〉 (별)        | 최갑원 | PJ, 김진훈 | 3:33      |
| 4.  | 〈사랑하면 안돼요〉 (이석훈)                  | 김지향 | 황세준     | 4:09      |
| 5.  | 〈마법의 성〉 (멜로디데이)                    |        |            | 3:53      |
| 6.  | 〈슬픔〉 (Various Artists)                    |        |            | 3:14      |
| 7.  | 〈외로움〉 (Various Artists)                  |        |            | 2:45      |
| 8.  | 〈절망〉 (Various Artists)                    |        |            | 2:54      |
| 9.  | 〈두려움〉 (Various Artists)                  |        |            | 2:14      |
| 10. | 〈기다림〉 (Various Artists)                  |        |            | 2:10      |
| 11. | 〈보고싶다〉 (Various Artists)                |        |            | 2:20      |
| 12. | 〈마법의 성 (Inst.)〉 (Various Artists)       |        |            | 3:53      |
| 13. | 〈사랑하면 안돼요 (Inst.)〉 (Various Artists) |        | 황세준     | 4:09      |
| 14. | 〈니 얼굴 떠올라 (Inst.)〉 (Various Artists)  |        | PJ, 김진훈 | 3:33      |
| 15. | 〈바라보나봐 (Inst.)〉 (Various Artists)      |        | 신인수     | 4:34      |
| 16. | 〈떨어진다 눈물이 (Inst.)〉 (Various Artists) |        | PJ, 김진훈 | 4:40      |

## 수상
- 2012년 MBC 연기대상 남자 우수상 박유천
- 2012년 MBC 연기대상 황금 연기상 전광렬
- 2012년 MBC 연기대상 여자 인기상, 한류스타상 윤은혜
- 2012년 MBC 연기대상 남자 아역상 여진구
- 2012년 MBC 연기대상 여자 아역상 김소현

## 결방 사유 및 연장
- 2012년 12월 19일 : 〈제18대 대통령 선거 개표방송〉으로 인해 결방[4]
- 2013년 1월 8일 : 《보고싶다》 방영 분량이 20부작에서 1회 연장되어 21부작으로 변경 · 확정되었다.[5]

## 동시간대 드라마
- KBS 수목 미니시리즈

《세상 어디에도 없는 착한 남자》 (2012년 9월 12일 ~ 2012년 11월 15일)
《전우치》 (2012년 11월 21일 ~ 2013년 2월 7일)
- SBS 수목드라마

《대풍수》 (2012년 10월 10일 ~ 2013년 2월 7일)